# Цеконе
Цеконе (итал. Zeccone) је насеље у Италији у округу Павија, региону Ломбардија.
Према процени из 2011. у насељу је живело 1568 становника. Насеље се налази на надморској висини од 84 м.

## Становништво
Према резултатима пописа становништва 2011. у општини је живело 1.696 становника.
| 1931. | 1936. | 1951. | 1961. | 1971. | 1981. | 1991. | 2001. | 2011. |
| ----- | ----- | ----- | ----- | ----- | ----- | ----- | ----- | ----- |
| 829   | 842   | 872   | 830   | 816   | 805   | 916   | 1.158 | 1.696 |